# 琼·利特尔伍德
琼·莫德·利特尔伍德（Joan Maud Littlewood，1914年10月6日—2002年9月20日）是一位英国戏剧导演，创办了戏剧工作室（Theatre Workshop），在20世纪中期培训了不少戏剧演员，她也因此被称为“现代戏剧之母”。其作品包括《多可爱的战争》（1963）等。

## 生平
利特尔伍德出生于伦敦斯托克韦尔，曾就读于拉雷特雷特修道院学校（La Retraite Roman Catholic Girls' School）、皇家戏剧艺术学院。1934年，她搬到曼彻斯特，在那里遇到了民谣歌手吉米·米勒（后来改名伊万·麦科尔）并结婚。1936年，他们在曼彻斯特成立了戏剧工作室的前身戏剧联盟（Theatre Union）。
1941年，利特尔伍德因遭军情五处标记为共产党人而被禁止在BBC上演出。两年后，军情五处认为她已与共产党断绝关系，解除禁令。但从1939年到1950年代，她一直受到军情五处的监视。
利特尔伍德于2002年在伦敦的公寓中平静离世，享年87岁。

## 荣誉
- 艺术与文学司令勋章（1986）